# ジョヴァンニ・ファッビアン
- ジョヴァンニ・ファビアン

ジョヴァンニ・ファッビアン（Giovanni Fabbian, 2003年1月14日 - ）は、イタリア・カンポザンピエーロ出身のサッカー選手。ボローニャFC所属。ポジションはミッドフィールダー。

## 経歴

### クラブ
2003年1月14日、イタリア・ヴェネト州カンポザンピエーロに生まれた。カルチョ・パドヴァの下部組織で育ったのち、2018年からはFCインテルナツィオナーレ・ミラノの下部組織に加入。2021-22シーズンにはプリマヴェーラでクリスティアン・キヴ監督のもと、チェーザレ・カザデイらと共にカンピオナート・プリマヴェーラ1のタイトルを獲得した。
2022年7月30日、セリエBのレッジーナ1914に期限付き移籍で加入した。8月5日に行われたコッパ・イタリア1回戦のUCサンプドリア戦でデビューをすると、シーズンを通じてリーグ戦36試合に出場し8得点を記録した。
2023年8月20日、セリエAのボローニャFCにインテルによる買い戻しオプション付きの完全移籍で加入した。

### 代表
2023年3月17日、U-21イタリア代表に初選出された。在籍しているレッジーナのホームスタジアムでもあるスタディオ・オレステ・グラニッロで27日に行われたU-21ウクライナ代表との親善試合で、後半途中からエドアルド・ボーヴェに代わって出場しデビューを果たした。

## タイトル
インテル
- カンピオナート・プリマヴェーラ1：2021-22

ボローニャ
- コッパ・イタリア：2024-25